# Burhanuddin
Burhānuddin (bengali: Barahānuddin) är en ort i Bangladesh.   Den ligger i provinsen Barisal, i den södra delen av landet, 140 km söder om huvudstaden Dhaka. Burhānuddin ligger 9 meter över havet och antalet invånare är 45 670.
Terrängen runt Burhānuddin är mycket platt. Burhānuddin är det största samhället i trakten. 
Trakten runt Burhānuddin består till största delen av jordbruksmark. Runt Burhānuddin är det mycket tätbefolkat, med 1 221 invånare per kvadratkilometer.